# Inmarosa
Inmarosa född 21 juli 2018, är en fransk varmblodig travhäst som tränas av Laurent-Claude Abrivard och körs av Léo Abrivard.
Hon började tävla i januari 2021 och inledde med en tredjeplats och tog sin första seger i fjärde starten. Hon har hittills sprungit in 754 390 euro på 47 starter, varav 5 segrar och 14 andraplatser samt 5 tredjeplatser. Den hittills största segern är tagen i Prix Vindex (2022).
Hon har även segrat i Prix d'Avignon (2022) och hon har även kommit på andraplats i Prix Albert Rayon (2021), Prix d'Orthez (2022), Prix Guy Le Gonidec (2022), Prix Gaston de Wazières (2022), Critérium des 4 ans (2022), Prix Ariste-Hémard (2022), Prix Henri Levesque (2023), Prix Albert Demarcq (2023), Critérium des 5 ans (2023), Prix Marcel Laurent (2023), Prix de Belgique (2024), Prix de Paris (2024) och kommit på tredjeplats i Prix de Chenonceaux (2023) och Prix Ténor de Baune (2023).

## Statistik
| Statistik för Inmarosa (Ref.) | Statistik för Inmarosa (Ref.) | Statistik för Inmarosa (Ref.) | Statistik för Inmarosa (Ref.) | Statistik för Inmarosa (Ref.) | Statistik för Inmarosa (Ref.) |
| ----------------------------- | ----------------------------- | ----------------------------- | ----------------------------- | ----------------------------- | ----------------------------- |
| Starter                       | Placeringar                   | Startprissumma                | Segerprocent                  | Platsprocent                  | Rekord                        |
| 47                            | 5-14-5                        | 754 390 euro                  | 11 %                          | 51 %                          | 1.08,4ak,                     |

### Större segrar
| År   | Lopp           | Kusk         | Vinstbelopp | Grupp   |
| ---- | -------------- | ------------ | ----------- | ------- |
| 2022 | Prix d'Avignon | Léo Abrivard | 31 500 EUR  | Grupp 3 |
| 2022 | Prix Vindex    | Léo Abrivard | 40 500 EUR  | Grupp 3 |